# Tizuka Yamasaki
Tizuka Akiyoshi Yamasaki (em japonês: 山崎 チズカ 信義; romaniz.: Yamasaki Chizuka Akiyoshi; nascida em Porto Alegre, em 12 de maio de 1949), conhecida apenas como Tizuka Yamasaki (em japonês: 山崎 チズカ; romaniz.: Yamasaki Chizuka), é uma diretora de cinema, produtora, roteirista assistente de direção e designer de produção nipo-brasileira.

## Biografia

### Família
Tizuka Yamasaki é filha e neta de japoneses. Seus pais tinham se conhecido em Atibaia, no interior de São Paulo, onde foram apresentados através de um nakodo (uma espécie de casamenteiro na cultura japonesa). Sua mãe, Sumiko, era filha única, e a avó materna, Titoe Koga, via no pai de Tizuka, Tosio Yamasaki, um herdeiro para sua propriedade rural em Atibaia.
Como o relacionamento com a sogra não era fácil, Tosio Yamasaki decidiu se mudar de Atibaia para Porto Alegre, capital do Rio Grande do Sul, onde trabalhou no bairro Belém Velho, a convite de um amigo. A mãe de Tizuka, grávida desta, foi atrás do marido e acabou dando à luz no Hospital Moinhos de Vento, em Porto Alegre. Um ano depois, o casal e a pequena filha regressaram para Atibaia na tentativa de reatar com a família. Em Atibaia nasceu a irmã caçula de Tizuka, Yurika, em 1952.
Pouco tempo depois, por razões pessoais, Tosio precisou viajar ao Japão, onde morreu. Segundo a própria cineasta, enquanto era vivo, a família só falava japonês em casa. Quando porém atingiu idade para frequentar a escola, Tizuka aprendeu a falar português. Em Atibaia, Sumiko Yamasaki era dona de uma escola de costura, chamada São João.
Aos quinze anos, ela se mudou para a cidade de São Paulo, onde sua mãe contratou um professor de japonês para manter presente o idioma, mas Tizuka alegou que teve um "bloqueio cultural", rejeitando-se a aprender.
Tizuka Yamasaki é mãe de três filhos: Ilya, Fábio e Naina.

### Cinema
Em 1970, Tizuka Yamasaki transferiu-se para a capital federal, onde cursou Arquitetura na Universidade de Brasília. Quando a faculdade foi fechada, Tizuka decidiu estudar cinema no Instituto de Arte e Comunicação Social da UFF.
Nesse período, Tizuka realizou alguns curta-metragens. Um de seus professores foi o cineasta Nelson Pereira dos Santos, cujas ideias a influenciaram. Ao lado dele, Tizuka desenvolveu a revista Luz e Ação, a qual nunca circulou. Além disso, no filme O Amuleto de Ogum, de 1974, dirigido por Santos, ela fez o trabalho de continuísta e fotógrafa de cena. Após trabalhar com Santos, Tizuka colaborou com outros nomes da indústria cinematográfica nacional, tais como Glauber Rocha, Lael Rodrigues e Paulo Thiago.
Em 1978, Tizuka Yamasaki fundou sua própria produtora, a CPC, que produziu filmes como Bar Esperança, de Hugo Carvana, Rio Babilônia, de Neville De Almeida e Idade da Terra, o último filme de Glauber Rocha. Em 1980, desenvolveu o roteiro de Gaijin - Os Caminhos da Liberdade, seu primeiro longa-metragem como diretora; o filme conta as dificuldades passadas por imigrantes japoneses em uma fazenda de café, no começo do século XX. Bem recebido, Gaijin conquistou o prêmio de melhor filme no Festival de Gramado daquele ano e recebeu Menção Especial pelo júri do Festival de Cannes, na França.
Após o sucesso de Gaijin, Tizuka dirigiu o drama Parahyba Mulher Macho (1983), baseado na história real da poetisa feminista Anaíde Beiriz (interpretada por Tânia Alves), amante de João Dantas, o assassino e rival político de João Pessoa, cuja morte foi o estopim para a mobilização armada da Revolução de 1930.
O terceiro longa de Tizuka Yamasaki, Pátriamada (1984), tem grande valor documental, pois começou a ser rodado sem ter um roteiro pronto, durante os movimentos reivindicatórios das Diretas Já, unindo simultaneamente ficção e realidade.
Nos anos de 1989 e 1990 dirigiu juntamente Carlos Magalhães a novela Kananga do Japão. Essa novela, voltada para o público adulto, foi recebida positivamente pela imprensa. Segundo a revista Veja, "ficou evidente a intenção dos diretores de usar tomadas de estilo cinematográfico". Desta forma, foi condecorada por seis categorias vencidas no troféu APCA, da Associação Paulista dos Críticos de Arte.
A partir da década de 1990, Tizuka começou a dirigir filmes voltados para o público infantil, todos sucessos de bilheteria. Lua de Cristal (1990) foi o primeiro de uma série de longas estrelando a apresentadora Xuxa Meneghel. Já O Noviço Rebelde (1997) estrelou Renato Aragão.
Em 1996, porém, Yamasaki dirigiu o filme Fica Comigo, o qual tem como foco o universo dos adolescentes. Segundo a própria cineasta, a adoção de seu filho Fábio — na época das filmagens um adolescente — determinou a escolha do projeto.
Em 2000, o Ministério da Cultura entregou-lhe a Ordem do Mérito Cultural, que é uma homenagem do governo brasileiro para as personalidades, grupos e instituições que se destacaram nos trabalhos prestados à cultura brasileira.
Em 2005, lançou Gaijin - Ama-me como Sou, que voltou ao tema de seu primeiro longa.

## Trabalhos

### No cinema
- Gaijin - Os Caminhos da Liberdade (1980)
- Parahyba Mulher Macho (1983)
- Patriamada (1984)
- Lua de Cristal (1990)
- O Noviço Rebelde (1997)
- Fica Comigo (1998)
- Xuxa Requebra (1999)
- Xuxa Popstar (2000)
- Gaijin - Ama-me como Sou (2005)
- 1817: A Revolução Esquecida (2007)
- Xuxa em O Mistério de Feiurinha (2009)
- Aparecida - O Milagre (2010)
- Encantados (2017)

### Na televisão
- O pagador de promessas (1988) - minissérie
- Kananga do Japão (1989) - telenovela
- Amazônia (1992) - telenovela
- A Madona de Cedro (1994) - minissérie
- Metamorphoses (2004) - telenovela
- As Brasileiras (2012) - Série